# Теахупоо
Теахупоо (таит. Teahupo'o, также произносится Чопо) — деревня на юго-западном побережье острова Таити во Французской Полинезии, южной части Тихого океана.

## Сёрфинг
Это место известно благодаря огромным волнам, часто достигающим 2-3 м (от 7 до 10 футов), а иногда и до 7 метров (21 фут). Здесь ежегодного проводится соревнования сёрфингистов Billabong Pro Tahiti, части Чемпионата мира, проводимого Всемирным турне профессионалов сёрфинга (Association of Surfing Professionals World Tour) используется как одно из мест в мировом турне Международной ассоциации бодибординга Пионеры бодибординга Майк Стюарт и Бен Северсон были первыми сёрфингистами на Teahupo’o в 1986 году и вскоре оно стало неофициальным местом искателей адреналина. В начале 1990-х годов немногие профессиональные сёрферы ехали в Teahupoo, но только в 1998 году, на Gotcha Tahiti Pro Teahupoo стал широко известен волнами, которые считаются одними из самых сложных в мире. На 17 августа 2000 года Лэрду Гамильтону приписывают преодоления одной из самых «тяжёлых волн» за всю историю, что документально передано в фильме Riding Giants.
Легендарная репутация Теахупоо для сёрферов связана с его уникальной формой. Крайне мелководный коралловый риф, который находится на глубине до 20 дюймов (51 см) под поверхностью воды, отвечает за очень полую волну.
Теахупоо был включен в список «Топ-10 смертоносных волн» по версии TRANSWORLD surf и обычно упоминается как «самые опасные волны на планете». Название Teahupoo стало означать в английском языке как «разорвать голову» или «Место черепов». С 2000 года было 5 зарегистрированных случаев смерти в Teahupoo. В частности местный сёрфер сёрфер Брис Тэреа (Briece Taerea), упав с 13-футовой волны (чуть больше 4 метров), ударился об риф, сломав шею, всего за неделю до ежегодного мероприятия Teahupoo WCT. Ещё один человек пытался нырнуть в опасную волну высотой 12 футов, но был брошен потоком воды и приземлился головой на риф. Он был извлечён из воды, но умер позже в больнице, со сломанными шейными позвонками и разрывом спинного мозга, что привело к параличу от шеи вниз.
В 2024 году в рамках летних Олимпийских игр в Париже в Теахупоо были разыграны два комплекта наград в сёрфинге.

## Победители Teahupoo ASP World Tour Event

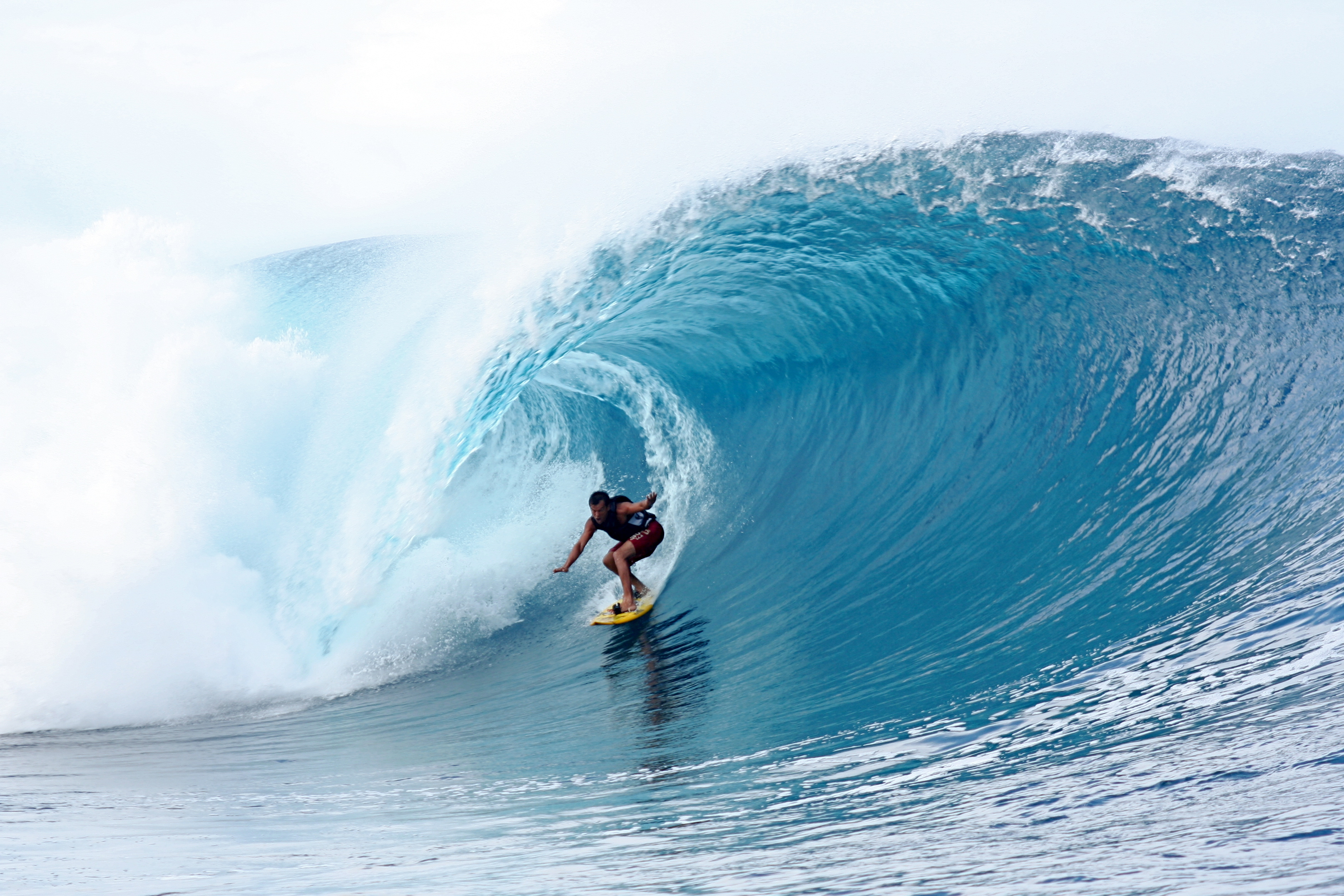

- 1999 —  Марк Оучилуппо
- 2000 —  Келли Слейтер
- 2001 — Коре Лопес
- 2002 — Энди Айронс
- 2003 —  Келли Слейтер (2)
- 2004 — Си Джей Хобгуд
- 2005 —  Келли Слейтер (3)
- 2006 — Бобби Мартинес
- 2007 — Дэмиен Хобгуд
- 2008 — Бруно Сантос
- 2009 — Бобби Мартинес
- 2010 — Энди Айронс
- 2011 —  Келли Слейтер (4)
- 2012 — Мик Фэннинг
- 2013 — Адриан Бучан[5]
- 2014 —  Габриэл Медина
- 2015 —  Жереми Флорес
- 2016 —  Келли Слейтер (5)
- 2017 —  Джулиан Уилсон
- 2018 —  Габриэл Медина (2)
- 2019 —  Оуэн Райт